# Chugo Masaki
Masaki Chugo (sinh ngày 16 tháng 5 năm 1982) là một cầu thủ bóng đá người Nhật Bản.

## Sự nghiệp câu lạc bộ
Masaki Chugo đã từng chơi cho Kashima Antlers, JEF United Chiba, Cerezo Osaka và Tokyo Verdy.